# Yusen
Yusen (em japonês:  優線), na cércea das artes marciais japonesas, é uma linha imaginária que descreve a trajetória que percorre um golpe, desde o chão, através do corpo dum lutador, até seu alvo, um ponto ou região no corpo do adversário.
Porque em qualquer movimento feito há consumição de energia, o gasto desnecessário desta implica prejuízo ao próprio lutador. Destarte, no fito de assistir na focalização do alvo certo de uma técnica, pois os melhores golpes são dirigidos a um ponto determinado, o praticante da arte marcial deve restar cônscio do caminho natural que a força do golpe trilhará.
Todos os golpes das artes marciais japonesas, pelo menos daquelas com origem mais vetusta e que surgiram como evolução do budo, mormente como disciplina de combate e não um desporto, devem ser feitos como canalização da energia corporal (o que é cognominado de ki. E essa canalização deve ter perquirida em forma de mão-dupla, tanto a da própria energia quando a do adversário, na finalidade de se conseguir o uso mais eficiente dessa força, o melhor custo-benefício.
Entretanto, essa força não nasce somente nos movimentos dos lutadores e, idealmente, esses deveriam recolhê-la não somente em si mas no próprio planeta (energia cinética de rotação), assim jamais deixando de manter contacto com o solo; mesmo quando se executa um salto, o próprio impulso e a força final do impacto devem vir da ligação do lutador e o solo e, caso não acerte o alvo, quando pousar, o lutador devolve a força harmonicamente, para não sobrecarregar o corpo, as articulações, e ficar numa situação «inferior». A noção produzida pela técnica está intimamente relacionada a linha de seichusen, para o carateca sentir o ambiente em sua totalidade, aí inserido o oponente.